# 永建 (东汉)
永建（元年：126年 - 末年：132年三月）是东汉皇帝汉顺帝刘保的第一个年号。汉朝使用这个年号时间共计7年。永建七年三月改元为阳嘉元年。

## 纪年
| 永建 | 元年  | 二年  | 三年  | 四年  | 五年  | 六年  | 七年  |
| ---- | ----- | ----- | ----- | ----- | ----- | ----- | ----- |
| 公元 | 126年 | 127年 | 128年 | 129年 | 130年 | 131年 | 132年 |
| 干支 | 丙寅  | 丁卯  | 戊辰  | 己巳  | 庚午  | 辛未  | 壬申  |

## 参看
- 中国年号列表
- 其他时期使用的永建年号

| 前一年號： 延光 | 中国年号 | 下一年號： 阳嘉 |